# Banco Central de Samoa
El Banco Central de Samoa (Samoa: Faletupe Tutotonu o Samoa) es el banco central de Samoa. Situado en la capital, Apia junto a los principales edificios del gobierno, el banco emite la moneda del país, el tālā, y se encarga además de la regulación y la gestión de la tasa de cambio de monedas extranjeras. En su papel como el banco central para el gobierno y para el país, también es responsable del registro y la supervisión de los bancos.El actual gobernador es Maiava Atalina Emma Ainuu-Enari.
Legalmente, el banco sigue un mandato de conformidad con la Ley del Banco Central de Samoa de 1984, la Ley de las Instituciones Financieras de 1996 y el la Ley de Prevención del Blanqueo de Capitales de 2000.
El banco está trabajando en el desarrollo de políticas para promover la inclusión financiera y es miembro de la Alianza para la Inclusión Financiera. La institución hizo una Maya de la Declaración de Compromiso en 2013, con un intento de construir un sistema financiero inclusivo en Samoa que sirva a todos los miembros de la sociedad. 
Su nombre oficial en idioma Samoano, Faletupe Tutotonu o Samoa, significa "Banco Central (lit. casa central de dinero) de Samoa".

## Sede principal
La sede central del banco se encuentra en la capital , Apia, cerca de los edificios de gobierno y una histórica torre del reloj. 